# 西迪艾什區

36°36′47″N 4°41′18″E / 36.612944°N 4.688298°E
西迪艾什區（阿拉伯语：‎），是阿爾及利亞的行政區，位於該國北部，由貝賈亞省負責管轄，首府設於西迪艾什，面積82平方公里，2008年人口39,839人，人口密度每平方公里488人。